# ランタノイド

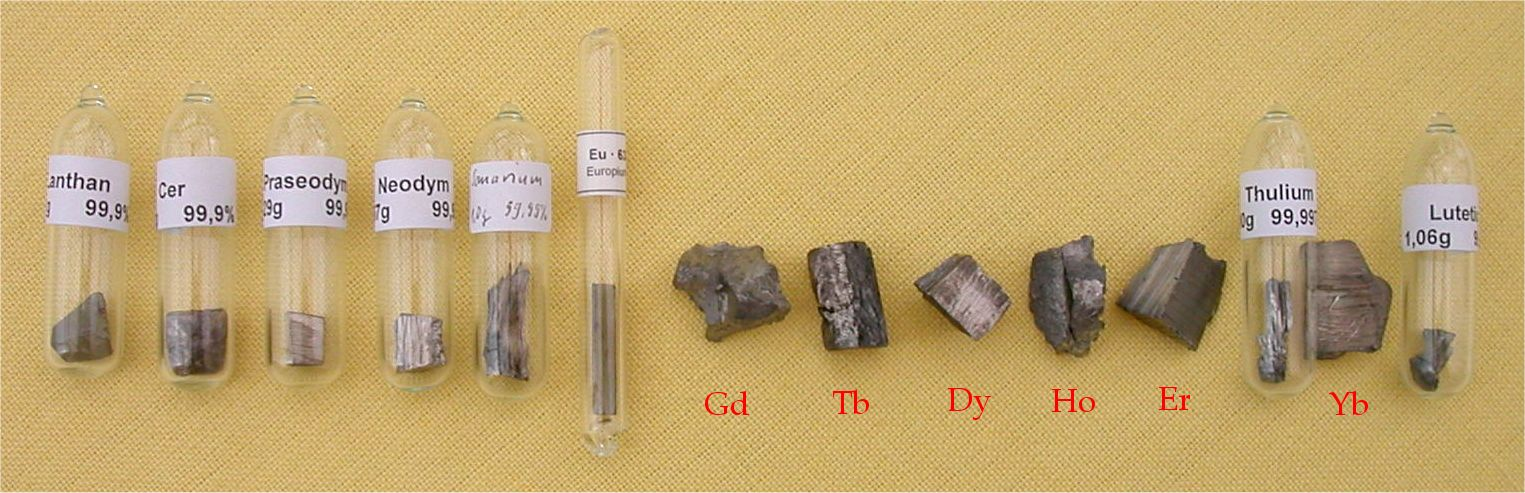
ランタノイド元素のサンプル

|   | 3                   | 3                   | 3                   | 3                   | 3                   | 3                   | 3                   | 3                   | 3                   | 3                   | 3                   | 3                   | 3                   | 3                   | 3                   |
| - | ------------------- | ------------------- | ------------------- | ------------------- | ------------------- | ------------------- | ------------------- | ------------------- | ------------------- | ------------------- | ------------------- | ------------------- | ------------------- | ------------------- | ------------------- |
| 6 | 57 La               | 58 Ce               | 59 Pr               | 60 Nd               | 61 Pm               | 62 Sm               | 63 Eu               | 64 Gd               | 65 Tb               | 66 Dy               | 67 Ho               | 68 Er               | 69 Tm               | 70 Yb               | 71 Lu               |
| 7 | 89-103 アクチノイド | 89-103 アクチノイド | 89-103 アクチノイド | 89-103 アクチノイド | 89-103 アクチノイド | 89-103 アクチノイド | 89-103 アクチノイド | 89-103 アクチノイド | 89-103 アクチノイド | 89-103 アクチノイド | 89-103 アクチノイド | 89-103 アクチノイド | 89-103 アクチノイド | 89-103 アクチノイド | 89-103 アクチノイド |

ランタノイド (英: lanthanoid) とは、原子番号57から71、すなわちランタンからルテチウムまでの15の元素の総称である。
「ランタン (lanthan)」+「-もどき (-oid)」という呼称からも分かるように、各々の性質がよく似ていることで知られる。
スカンジウム・イットリウムと共に希土類元素に分類される。周期表においてはアクチノイドとともに本体の表の下に脚注のような形で配置されるのが一般的である。

## 呼称
ランタノイドの呼称には、歴史的な事情により揺れがある。
ランタノイドは「ランタン (lanthan)」+「-もどき (-oid)」という造語のため、ランタン自身を含んだ呼称としては本来は不適切である。このため、「ランタノイド」はランタンを除くセリウムからルテチウムまでの元素の呼称とし、ランタンを含める場合は「ランタニド（英: lanthanide、ランタナイドとも）」と呼び分けられたことがあった。しかし、後に混乱されてランタンを除くものが「ランタニド」と呼ばれるなどしたため、区別は曖昧になっている。また、「ランタニド」の語尾である「-ide」は陰イオンと紛らわしいこともあり、「ランタノイド」が推奨されている。
また、ランタンとルテチウムは5d軌道に電子を持ち、かつ4f軌道が安定している（ランタンは4f電子なし、ルテチウムは4f電子が全て充填）ため、電子配置はむしろ典型的な3族元素に近く、性質も他のものとやや異なる（例えばランタンとルテチウムのイオンは共に無色である）。そのためこれらの一方または両方を除いて「ランタノイド」または「ランタニド」と呼ぶ場合もある。
IUPAC命名法ではランタンとルテチウムも含めて「ランタノイド」とされており、本項もそれに倣う。

## ランタノイドの電子配置
| 軌道 | 1s-4d | 4f | 5s   | 5p   | 5d | 6s |            |
| ---- | ----- | -- | ---- | ---- | -- | -- | ---------- |
| Cs   | [Xe]  |    | [Xe] | [Xe] |    | 1  |            |
| Ba   | [Xe]  |    | [Xe] | [Xe] |    | 2  | 原子価     |
| La   | [Xe]  |    | [Xe] | [Xe] | 1  | 2  | +3         |
| Ce   | [Xe]  | 1  | [Xe] | [Xe] | 1  | 2  | +3,+4      |
| Pr   | [Xe]  | 3  | [Xe] | [Xe] |    | 2  | +3,+4      |
| Nd   | [Xe]  | 4  | [Xe] | [Xe] |    | 2  | +2, +3, +4 |
| Pm   | [Xe]  | 5  | [Xe] | [Xe] |    | 2  | +3         |
| Sm   | [Xe]  | 6  | [Xe] | [Xe] |    | 2  | +2,+3      |
| Eu   | [Xe]  | 7  | [Xe] | [Xe] |    | 2  | +2,+3      |
| Gd   | [Xe]  | 7  | [Xe] | [Xe] | 1  | 2  | +3         |
| Tb   | [Xe]  | 9  | [Xe] | [Xe] |    | 2  | +3, +4     |
| Dy   | [Xe]  | 10 | [Xe] | [Xe] |    | 2  | +2, +3, +4 |
| Ho   | [Xe]  | 11 | [Xe] | [Xe] |    | 2  | +3         |
| Er   | [Xe]  | 12 | [Xe] | [Xe] |    | 2  | +3         |
| Tm   | [Xe]  | 13 | [Xe] | [Xe] |    | 2  | +2, +3     |
| Yb   | [Xe]  | 14 | [Xe] | [Xe] |    | 2  | +2,+3      |
| Lu   | [Xe]  | 14 | [Xe] | [Xe] | 1  | 2  | +3         |
| Hf   | [Xe]  | 14 | [Xe] | [Xe] | 2  | 2  |            |
| Ta   | [Xe]  | 14 | [Xe] | [Xe] | 3  | 2  |            |

ランタノイドは、4f軌道の電子が詰まり（占有され）始める元素のブロック（fブロック元素）で、セリウムから順に4f軌道に電子が1個ずつ詰まっていき、イッテルビウムで4f軌道が14個の電子に占有されて全て埋まる。この過程において最外殻である5d軌道と6s軌道の電子の詰まり方があまり変わらないため、ランタノイドの各元素は性質がよく似ており、このためランタノイドのほとんどは安定な原子価として3価をとる。ただし一部の化合物においては2価や4価でも準安定となる場合があり、特にセリウムは4価、ユウロピウムは2価をも安定してとる。
ランタノイドでは原子番号の増加とともに原子核の電荷が増加し、内側の4f軌道に同じだけの電子が詰まっていく。

## ランタノイド収縮
| 元素               | La     | Ce        | Pr     | Nd     | Pm      | Sm     | Eu     | Gd        | Tb     | Dy      | Ho      | Er      | Tm      | Yb      | Lu         |
| ------------------ | ------ | --------- | ------ | ------ | ------- | ------ | ------ | --------- | ------ | ------- | ------- | ------- | ------- | ------- | ---------- |
| 電子軌道           | 5d16s2 | 4f15d16s2 | 4f36s2 | 4f46s2 | 4f56s2  | 4f66s2 | 4f76s2 | 4f75d16s2 | 4f96s2 | 4f106s2 | 4f116s2 | 4f126s2 | 4f136s2 | 4f146s2 | 4f145d16s2 |
| Ln3+最外殻電子軌道 | 4f0    | 4f1       | 4f2    | 4f3    | 4f4     | 4f5    | 4f6    | 4f7       | 4f8    | 4f9     | 4f10    | 4f11    | 4f12    | 4f13    | 4f14       |
| Ln3+半径（pm）     | 106.1  | 103.4     | 101.3  | 99.5   | (97.9)  | 96.4   | 95.0   | 93.8      | 92.3   | 90.8    | 89.4    | 88.1    | 86.9    | 85.8    | 84.8       |
| Ln原子半径（pm）   | 187.7  | 182.4     | 182.8  | 182.1  | (181.0) | 180.2  | 204.2  | 180.2     | 178.2  | 177.3   | 176.6   | 175.7   | 174.6   | 194.0   | 173.4      |

有効核電荷の計算におけるもっとも単純なスレーター則からすれば4f軌道は最外殻の6s軌道より主量子数が2つ小さく、原子核の電荷の増加はf電子の増加で完璧に遮蔽されるように思えるかもしれない。しかし実際には6s軌道は貫入により4f軌道の内側にもかなり広がっており、この結果4f軌道による6s軌道に対する遮蔽は不完全となる（また、そもそもスレーター則は重原子に対しては誤差が大きい）。
このため、ランタノイドにおいても、原子番号の増加に伴って原子半径が、わずかずつ縮んでいくという傾向が見られる。イオンの場合も同様に、核電荷の増加に対し5sや5p軌道への遮蔽の増加が小さいため、イオンサイズも原子番号とともに少しずつ小さくなっていく。このように、ランタノイド元素のサイズが原子番号とともに小さくなっていく現象をランタノイド収縮と呼ぶ。
一般に他の典型元素や遷移元素でも族番号が大きくなるにつれ原子半径やイオン半径が減少するが、ランタノイド収縮が重要なのは周期表においてランタノイド以降の元素のサイズに大きな影響を与える点である。通常、同じ族の元素であれば周期が増す（周期表で下に行く）ほど原子半径は増大する。これは最外殻電子の主量子数が増加しより遠くの軌道となるためである。
しかし例えば第4族元素を見ると、第4周期のチタンから第5周期のジルコニウムでは原子半径もイオン半径も通常通り増加しているものの、ジルコニウムから第6周期のハフニウムへの変化では両半径ともやや減少という奇妙な振る舞いを見せる。これはハフニウムの直前にランタノイドが位置し、この部分で原子半径・イオン半径が大きく減少するランタノイド収縮による効果が、周期の増加（最外殻電子の主量子数の増加）による半径の増大の効果を相殺していることに由来する。
なお、類似の効果は遷移元素の存在によっても発生し、例えば第13族のアルミニウムからガリウム（直前に遷移元素が存在する）での半径の増加がやや抑制されている。
また、ランタノイドは互いに化学的性質が似ているために、ある化合物を形成しているランタノイドの元素を、別なランタノイドの元素に置換できる場合が多い。そして、陽子数の多いランタノイドの元素に置換できれば、その分だけランタノイド収縮でイオン半径が小さいので、その化合物にイオン半径が、一体どのように影響を与えているのかを、系統的に調査できる。

## 4つ組効果
ランタノイドには4つ組効果（tetrad effect）が存在する。ランタノイドは、ランタンからルテチウムまでの15元素であり、これら15元素は全て3価のイオンになり得る。既述のように、3価のランタノイドイオンにはランタノイド収縮と呼ばれる、3価のランタンイオンが最も大きく、原子番号順に3価のイオン半径は小さくなり、3価のルテチウムイオンが最も小さいといった、狭義のランタノイド全体を通して当てはまる性質がある。この他に、3価のランタンイオンから3価のネオジムイオンまでの4つの元素の組、3価のプロメチウムイオンから3価のガドリニウムイオンまでの4つの元素の組、3価のガドリニウムイオンから3価のホルミウムイオンまでの4つの元素の組、3価のエルビウムイオンから3価のルテチウムイオンまでの4つの元素の組において、原子番号の増加に伴って、その性質が、これらの4元素ずつの周期で変化する部分が存在するし、これを4つ組効果と呼ぶ。これはランタノイドにおいては原子番号の増加に伴って4f軌道に電子が充填されることによって発生する周期的な変化である。なお、ガドリニウムだけは特別であり、4つ組の2つ目の周期の終点であると共に3つ目の周期の始点でもある。

## 物性
ランタノイドのイオンは色を呈するものが多い。これも4f軌道（上の電子）の影響である。ランタノイドの化合物（例：CeCu2Si2、CeRu2Si2）の中には、フェルミエネルギー上の電子の有効質量が自由電子のものより2,3桁も大きい、重い電子系(Heavy fermion)と呼ばれる性質を持つものがある。
4f、5d、6sなどの外側の軌道は、相対論効果の影響も受ける（例:スピン軌道相互作用←d軌道やf軌道に対して）。